# 15. armadna skupina (ZDA/Združeno kraljestvo)
Za druge 15. armadne skupine glejte 15. armadna skupina.
15. armadna skupina (izvirno angleško 15th Army Group) je bila dvonarodna armadna skupina v sestavi Kopenske vojske Združenih držav Amerike in Britanske kopenske vojske med drugo svetovno vojno.

## Zgodovina
Armadna skupina je bila ustanovljena leta 1943 v Alžiru z namenom koordinacije sil za izvedbo operacije Husky.
Po uspešno izvedenem izkrcanju se je celotno vojno bojevala na področju Italije, maja 1945 pa je prodrla tudi v Avstrijo.

## Organizacija

### Dodeljene enote
- 7. armada
- 8. armada

## Poveljstvo
- Feldmaršal Harold Alexander: 1943–december 1944
- Generalporočnik Mark Wayne Clark: december 1944–1945